# Departamento Matacos
Das Departamento Matacos liegt im Nordwesten der Provinz Formosa im Norden Argentiniens und ist eine von neun Verwaltungseinheiten der Provinz. Es grenzt im Norden an das Departamento Ramón Lista, im Osten an das Departamento Formosa, im Süden an die Provinz Chaco und im Westen an die Provinz  Salta.
Die Hauptstadt des Departamento Matacos ist Ingeniero Juárez.

## Bevölkerung
Nach Schätzungen des INDEC stieg die Zahl der Einwohner im Departamento Matacos von 12.133 (2001) auf 13.887 Einwohner im Jahre 2005.

## Städte und Gemeinden
Die einzige Gemeinde des Departamento Matacos ist Ingeniero Juárez, die als Gemeinde zweiter Kategorie eingestuft ist.
Koordinaten: 23° 54′ S, 62° 0′ W